# ヘンリー・アースキン (第10代バカン伯爵)

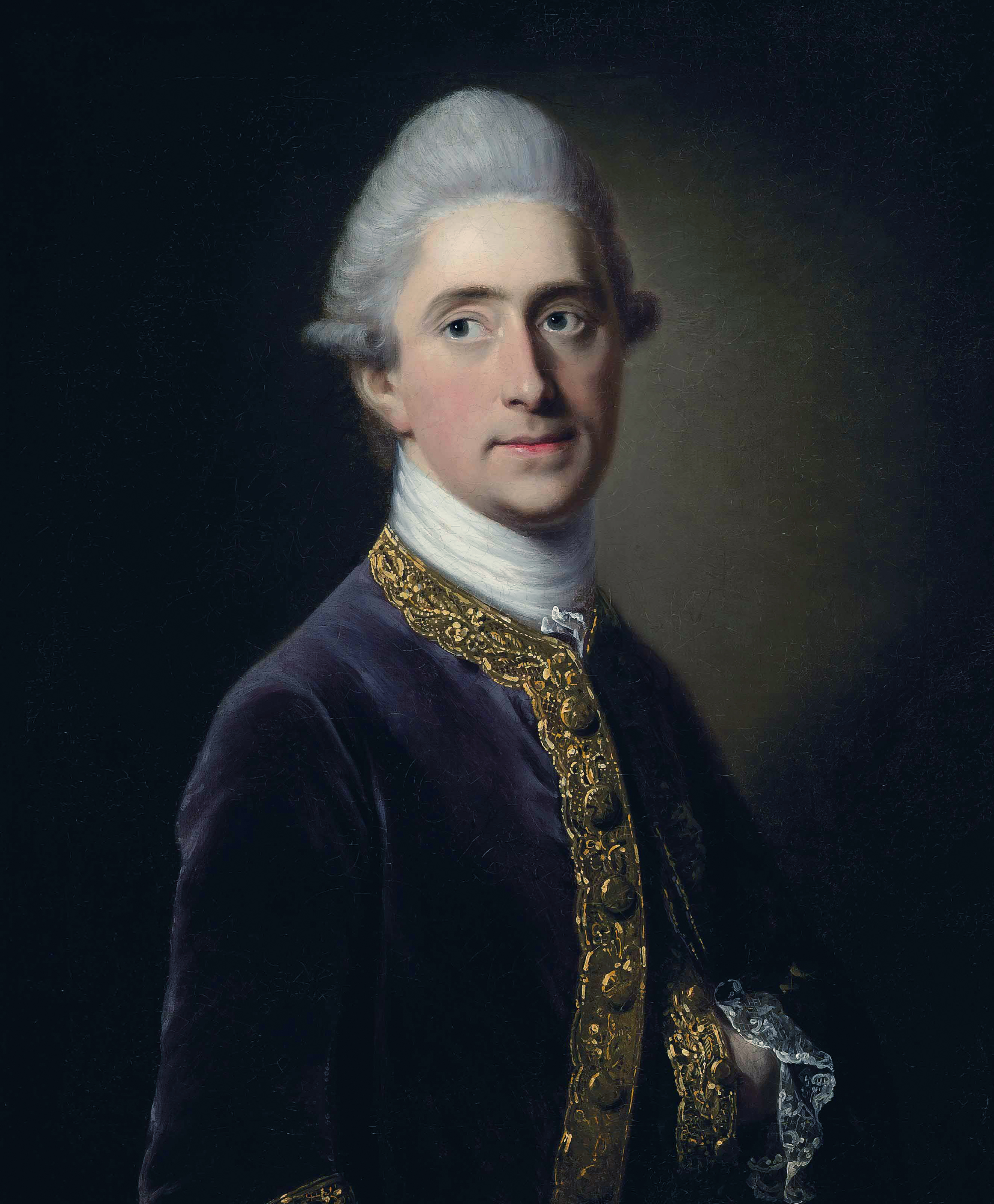
第10代バカン伯爵

第10代バカン伯爵ヘンリー・デイヴィッド・アースキン（英語: Henry David Erskine, 10th Earl of Buchan、1710年4月17日 – 1767年12月11日）は、スコットランド貴族、フリーメイソン。

## 生涯
第9代バカン伯爵デイヴィッド・アースキンとフランシス・フェアファクス（Frances Fairfax、1719年7月31日没、ヘンリー・フェアファクスの娘）の息子として、1710年4月17日に生まれた。
1734年1月10日に王立協会フェローに選出されたが、支払いの滞納により1757年6月に除名された。
1739年1月31日、アグネス・ステュアート（Agnew Steuart、1778年12月17日没）と結婚、4男2女をもうけた。
- アン・アグネス（1739年 – 1804年10月5日）
- デイヴィッド（1741年6月12日 – 1747年10月4日）
- デイヴィッド・ステュアート（英語版）（1742年 – 1829年） - 第11代バカン伯爵
- ヘンリー（英語版）（1746年 – 1817年） - 1772年3月30日、クリスチャン・フラートン（Christian Fullerton、1804年没、ジョージ・フラートンの娘）と結婚、子供あり。1805年1月7日、アースキン・マンロー（Erskine Munro、アレクサンダー・マンローの娘）と再婚。第12代バカン伯爵ヘンリー・デイヴィッド・アースキンの父
- トマス（英語版）（1750年 – 1823年） -  初代アースキン男爵
- イザベラ（Isabella、1824年5月17日没） - 1770年1月21日、ウィリアム・レズリー・ハミルトン（William Leslie Hamilton、1780年10月2日没）と結婚、子供あり。1785年4月23日、第15代グレンカーン伯爵ジョン・カニンガム（英語版）と再婚

1745年10月14日に父が死去すると、バカン伯爵の爵位を継承した。
1745年から1746年までスコットランド・グランドロッジのグランドマスターを務めた。
1767年12月1日に死去、エディンバラで埋葬された。息子デイヴィッド・ステュアートが爵位を継承した。